# عبد البر الأجهوري
عبد البر بن عبد الله بن محمد الأجهوري (؟ — 1070هـ = ؟ — 1660م) فقيه شافعي مصري.

## مؤلفاته
له شروح وحواش في الفقه وغيره، منها:
1. فتح القريب المجيد بشرح جوهرة التوحيد.
2. منحة الأحباب وهو حاشية على شرح تنقيح اللباب لشيخ الإسلام زكريا الأنصاري.
3. حاشية على شرح الغاية لابن قاسم الغزي.